# Magdalena Bay
Magdalena Bay — американский альтернативный поп-дуэт из Лос-Анджелеса. Коллектив был основан в 2016 году Микой Тененбаум и Мэттью Люин, они и являются единственными участниками группы. Также на выступлениях вживую в роли барабанщика выступает Ник Вилья.
Они выпустили два студийных альбома, три EP и три микстейпа. Микстейпы называются Mini Mixes и состоят из коротких песен с сопровождающими их домашними музыкальными клипами на зеленом экране

## История
Тененбаум родилась 18 декабря 1995 года в Буэнос-Айресе, Аргентина, но в раннем возрасте иммигрировала с семьей в Майами, США. Люин родился 1 июня 1995 года в Майами. И Мика, и Мэттью евреи. Впервые они встретились в старшей школе, где они были помещены в классическую рок-кавер-группу, а позже начали писать свою собственную прогрессивную рок-музыку в коллективе под названием Tabula Rasa.
После того, как эта группа распалась, они в 2016 году сформировали Magdalena Bay. В то время Тененбаум училась в Пенсильванском университете, а Люин — в Северо-Восточном университете, и они писали музыку удалённо. Группа была названа в честь администратора на прежней работе Люина.

## Карьера
Своими кумирами они называют Граймс, Chairlift и Charli XCX
В 2019 году дуэт выпустил свои первые два EP, Day/Pop и Night/Pop в 2017 году, и подписал контракт с инди-лейблом Luminelle Recordings. Позже они выпустили два микстейпа и один EP: Mini Mix, Vol. 1 был выпущен в июле 2019 года, A Little Rhythm and a Wicked Feeling был выпущен в марте 2020 года, Mini Mix, Vol. 2 был выпущен в ноябре 2020 года.
Пара выпустила свой дебютный студийный альбом Mercurial World 8 октября 2021 года. Релизу альбома предшествовали четыре сингла: «Chaeri», «Secrets (Your Fire)», «You Lose!» и «Hysterical Us». В поддержку альбома также были выпущены видеоклипы на синглы. Делюкс-версия Mercurial World, содержащая присланные фанатами «секреты», ремиксы и две новые песни, была выпущена 23 сентября 2022 года.
Magdalena Bay выступили на нескольких фестивалях в поддержку Mercurial World, включая Primavera Sound в июне 2022 года, Porter Robinson’s Second Sky в октябре 2022 года, Coachella в апреле 2023 года и Lollapalooza в августе 2023 года. 13 апреля 2023 года они выпустили третий микстейп, Mini Mix, Vol. 3. 28 мая 2024 года Magdalena Bay выпустили сингл «Death & Romance», свой первый релиз под лейблом Mom + Pop Music, а также анонсировали тур Imaginal Mystery. 10 июля 2024 года был выпущен сингл и сопровождающий его видеоклип на песню «Image». В прямой трансляции после музыкального видео дуэт анонсировал свой второй студийный альбом Imaginal Disk, который был выпущен 23 августа 2024 года. 31 июля 2024 года был выпущен третий сингл с альбома «Tunnel Vision». Последний сингл «That’s My Floor» был выпущен 21 августа 2024 года.

## Дискография
- Mercurial World (2021)
- Imaginal Disk (2024)